# Hamilton County, Illinois
Hamilton County är ett administrativt område i delstaten Illinois i USA, med 8 457 invånare (2010). Den administrativa huvudorten (county seat) är McLeansboro, som också är countyts största stad.
Countyt är döpt efter Alexander Hamilton.

## Politik
Hamilton County tenderar att rösta på republikanerna i politiska val.
Republikanernas kandidat har vunnit countyt i samtliga presidentval sedan valet 1940 utom vid fyra tillfällen: 1964, 1976, 1992 och 1996. I valet 2016 vann republikanernas kandidat med 77,1 procent av rösterna mot 19,3 för demokraternas kandidat, vilket är den genom tiderna största segern i countyt för en kandidat.

## Geografi
Enligt United States Census Bureau har countyt en total area på 1 129 km². 1 127 km² av den arean är land och 2 km² är vatten.

### Angränsande countyn
- Wayne County - nord
- White County - öst
- Gallatin County - sydost
- Saline County - syd
- Franklin County - väst
- Jefferson County - nordväst